# Обрі Плаза
Обрі Крістіна Плаза (англ. Aubrey Christina Plaza; нар. 26 червня 1984, Вілмінгтон) — американська акторка та комікеса.

## Біографія
Народилася у Вілмінгтоні, штат Делавер. Її мати має ірландські та англійські корені, а батько — пуерториканець. Він працює консультантом із фінансових питань, а мати — адвокаткою. Названа на честь пісні «Aubrey» гурту «Bread». У Обрі є дві молодші сестри — Рене і Наталі, остання з яких послужила натхненням для образу Ейпріл Ладгейт, роль якої Плаза виконувала в серіалі «Парки та зони відпочинку» (2009—2015).
У 2004 році акторка перенесла інсульт, який призвів до тимчасового паралічу і розладу мови, після якого вона повністю відновилася.

## Особисте життя
Близько року зустрічалася з актором Майклом Сера, з яким познайомилася на зйомках фільму «Скотт Пілігрим проти всіх». Одного разу вони мало не одружилися в Лас-Вегасі.
З 2011 року зустрічалася зі сценаристом і режисером Джеффом Баеною. Одружені від травня 2021 року. Баена вчинив самогубство 3 січня 2025 року.
У 2016 році розповіла, що є бісексуальною.

## Фільмографія

### Акторка
| Рік       |    | Українська назва                          | Оригінальна назва                             | Роль                                            |
| --------- | -- | ----------------------------------------- | --------------------------------------------- | ----------------------------------------------- |
| 2026      | ф  | Друзі-тварини                             | Animal Friends                                |                                                 |
| 2025      | ф  | Люба, не треба!                           | Honey Don't!                                  | Ем Джей                                         |
| 2024      | ф  | Мегалополіс                               | Megalopolis                                   | Вау Платина                                     |
| 2023      | ф  | Операція «Фортуна»: Мистецтво перемагати  | Operation Fortune: Ruse de guerre             | Сара Фідель                                     |
| 2022      | мф |                                           | Little Demon                                  | голос                                           |
| 2022      | ф  | Злочинниця Емілі                          | Emily the Criminal                            | Емілі                                           |
| 2022      | ф  |                                           | Spin Me Round                                 |                                                 |
| 2021      | ф  | Король-лицар                              | King Knight                                   | Шишка (голос)                                   |
| 2021      | ф  | Бестселер                                 | Best Sellers                                  | Люсі Стенбрідж                                  |
| 2021      | мс | Дунканвілл                                | Duncanville                                   | Ніна (1 епізод, голос)                          |
| 2021      | с  |                                           | Cinema Toast                                  | 1 епізод, голос                                 |
| 2021      | с  | Дзвінки (вебсеріал)                       | Calls                                         | Д-р Рейчел Вітінг (2 епізоди, голос)            |
| 2020      | ф  | Щаслива пора                              | Happiest Season                               | Райлі Джонсон                                   |
| 2020      | тф |                                           | Sarah Cooper: Everything's Fine (телешоу)     | Ешлі                                            |
| 2020      | с  |                                           | Muppets Now                                   | Обрі Плаза (1 епізод)                           |
| 2020      | в  |                                           | Scott Pilgrim vs. the World Water Crisis      | Джулі Пауерс                                    |
| 2016—2020 | с  | Криміналісти: мислити як злочинець        | Criminal Minds                                | Кет Адамс (4 епізоди)                           |
| 2020      | ф  | Чорний ведмідь                            | Black Bear                                    | Елісон                                          |
| 2019      | с  |                                           | Crank Yankers                                 | Бернадетта (1 випуск, голос)                    |
| 2017—2019 | с  | Легіон                                    | Legion                                        | Ленні Баскер                                    |
| 2013—2019 | с  | П'яна історія                             | Drunk History                                 | Сакаджавея / Аарон Берр / Клеопатра (3 епізоди) |
| 2019      | ф  | Дитяча гра                                | Child's Play                                  | Карен Барклай                                   |
| 2019      | кф |                                           | The Cold Open                                 | Обрі Плаза                                      |
| 2018      | ф  |                                           | An Evening with Beverly Luff Linn             | Лулу Денджер                                    |
| 2017      | с  | Простіше простого                         | Easy                                          | Ліндсі (1 епізод)                               |
| 2017      | ф  | Інгрід їде на Захід                       | Ingrid Goes West                              | Інгрід Торберн                                  |
| 2017      | ф  |                                           | The Little Hours                              | Фернанда                                        |
| 2016      | ф  | Весільний погром                          | Mike and Dave Need Wedding Dates              | Тетяна                                          |
| 2015—2016 | с  | Касл                                      | Castle                                        | Люсі (4 епізоди, голос)                         |
| 2016      | с  |                                           | Great Minds with Dan Harmon                   | Мері Воллстоункрафт (1 епізод)                  |
| 2016      | мс | Губка Боб Квадратні Штани                 | SpongeBob SquarePants                         | Ноктюрн (голос)                                 |
| 2016      | ф  | Джоші                                     | Joshy                                         | Джен                                            |
| 2016      | ф  | Хтивий дідусь                             | Dirty Grandpa                                 | Ленор                                           |
| 2015      | мс | Голан Ненаситний                          | Golan the Insatiable                          | Ділан Біклер (6 епізод, голос)                  |
| 2015      | с  |                                           | Cool Shit/Weird Shit                          |                                                 |
| 2015      | ф  | Нерівна земля                             | The Driftless Area                            | Джин                                            |
| 2015      | ф  | Залежний від Фресно                       | Addicted to Fresno                            | Келлі                                           |
| 2009—2015 | с  | Парки та зони відпочинку                  | Parks and Recreation                          | Ейпріл Ладґейт                                  |
| 2014      | тф | Найгірше Різдво Сердитого Кота            | Grumpy Cat's Worst Christmas Ever             | Сердита Кішка (голос)                           |
| 2013—2014 | мс | Легенда про Корру                         | The Legend of Korra                           | Еска (12 епізодів, голос)                       |
| 2014      | ф  |                                           | Playing It Cool                               | Меллорі                                         |
| 2014      | ф  |                                           | Ned Rifle                                     | Сюзан Вебер                                     |
| 2014      | в  |                                           | Parks and Recreation in Europe                | Ейпріл Ладґейт                                  |
| 2014      | с  | Ласкаво просимо до Швеції                 | Welcome to Sweden                             | камео (4 епізоди)                               |
| 2014      | ф  | Про Алекса                                | About Alex                                    | Сара                                            |
| 2014      | ф  | Якщо твоя дівчина — зомбі                 | Life After Beth                               | Бет Слокам                                      |
| 2013      | в  |                                           | Center Jenny                                  | Моніка Нарк                                     |
| 2013      | кф | Боулінг з батьком                         | Rolling with Dad                              | Кессі Стікл                                     |
| 2013      | ф  | З ким переспати?!!                        | The To Do List                                | Бренді Кларк                                    |
| 2013      | с  |                                           | CollegeHumor Originals                        | Дар’я (1 епізод)                                |
| 2013      | кф | Обрі Плаза ненавидить свою тітоньку Дебру | Aubrey Plaza Hates Her Aunt Debra             | Обрі Плаза                                      |
| 2013      | с  | Марон                                     | Maron                                         | Обрі Плаза (1 епізод)                           |
| 2013      | кф |                                           | Failure                                       | жінка                                           |
| 2013      | мф | Університет монстрів                      | Monsters University                           | Клер Вілер (голос), президент Грецької ради     |
| 2013      | кф |                                           | She Said, She Said                            | Жінка в парку                                   |
| 2013      | ф  | Закохатися до смерті                      | The Necessary Death of Charlie Countryman     | Ешлі                                            |
| 2012      | кф |                                           | All Star Bowling Trick Shots                  | Обрі Плаза                                      |
| 2012      | ф  | Запаморочливі фантазії Чарлі Свона III    | A Glimpse Inside the Mind of Charles Swan III | Марні                                           |
| 2012      | с  |                                           | NTSF:SD:SUV                                   | Спогад (1 епізод)                               |
| 2012      | кф |                                           | Parks and Recreation: Dammit Jerry!           | Ейпріл Ладґейт                                  |
| 2012      | кф |                                           | It's Getting Late                             | Роуз                                            |
| 2011—2012 | с  | Портландія                                | Portlandia                                    | Бет (3 епізоди)                                 |
| 2012      | кф |                                           | Hollywood Forever Cemetery Sings              |                                                 |
| 2012      | ф  | Безпека не гарантується                   | Safety Not Guaranteed                         | Деріес Брітт                                    |
| 2012      | ф  | Кінець коханню                            | The End of Love                               | Обрі Плаза                                      |
| 2011      | кф |                                           | Home for Actresses                            | Обрі Плаза                                      |
| 2011      | с  |                                           | Parks and Recreation: Road Trip               | Ейпріл Ладґейт (4 епізоди)                      |
| 2011      | ф  |                                           | Someday This Pain Will Be Useful to You       | Жанін Брімер                                    |
| 2011      | ф  | 10 років потому                           | 10 Years                                      | Олівія                                          |
| 2011      | ф  | Дівчата в небезпеці                       | Damsels in Distress                           | Депресивна Деббі                                |
| 2011      | мф | Зі схилів Кокуріко (З макових схилів)     | コクリコ坂から                                | Сатіко Хірокьодзі (голос)                       |
| 2011      | с  | Десантники                                | Troopers                                      | Принцеса (7 епізодів)                           |
| 2010      | ф  | Скотт Пілігрим проти світу                | Scott Pilgrim vs. the World                   | Джулі Пауерс                                    |
| 2010      | кф |                                           | Breakup in a Noisy Diner                      | дівчина                                         |
| 2010      | кф |                                           | Pete Carroll's Trip to Seattle Delayed        | Обрі Плаза                                      |
| 2008—2009 | с  | Мейн-стріт                                | Mayne Street                                  | Робін Гібні (6 епізодів)                        |
| 2009      | с  |                                           | UCB Comedy Originals                          | різні ролі (5 випусків)                         |
| 2009      | ф  | Приколісти                                | Funny People                                  | Дейзі Денбі                                     |
| 2008—2009 | с  |                                           | Keith Powell Directs a Play                   | Стефані (4 епізоди)                             |
| 2009      | ф  |                                           | Mystery Team                                  | Келлі                                           |
| 2008      | кф | Татове маленьке правосуддя                | Daddy's Little Judge                          | Челсі                                           |
| 2007—2008 | с  |                                           | The Jeannie Tate Show                         | 5 епізодів                                      |
| 2006      | с  | 30 потрясінь                              | 30 Rock                                       | Пейдж (1 епізод)                                |
| 2006      | кф |                                           | In Love                                       | Джулі                                           |
| 2006      | кф |                                           | Killswitch                                    | Дівчина з травмою голови                        |

### Інше
| Рік  | Вид | Назва                                               | Оригінальна назва                   | Продюсерка           | Режисерка | Сценаристка |
| ---- | --- | --------------------------------------------------- | ----------------------------------- | -------------------- | --------- | ----------- |
|      | мф  |                                                     | Little Demon                        | Так                  | Ні        | Ні          |
|      | тс  |                                                     | Olga Dies Dreaming                  | Так                  | Ні        | Ні          |
| 2022 | ф   |                                                     | Emily the Criminal                  | Так                  | Ні        | Ні          |
| 2021 | тс  |                                                     | Cinema Toast                        | Ні                   | 1 епізод  | 1 епізод    |
| 2020 | шоу | 35-а церемонія вручення кінопремії «Незалежний дух» | 35th Film Independent Spirit Awards | Так                  | Ні        | Ні          |
| 2020 | ф   | Чорний ведмідь                                      | Black Bear                          | Так                  | Ні        | Ні          |
| 2019 | шоу | 34-а церемонія вручення кінопремії «Незалежний дух» | 34th Film Independent Spirit Awards | Так                  | Ні        | Ні          |
| 2019 | тф  |                                                     | The Cold Open                       | Так                  | Ні        | Ні          |
| 2017 | ф   | Інгрід їде на Захід                                 | Ingrid Goes West                    | Так                  | Ні        | Ні          |
| 2017 | ф   |                                                     | The Little Hours                    | Так                  | Ні        | Ні          |
| 2016 | тф  |                                                     | Nightmare Time                      | виконавча продюсерка | Ні        | Так         |
| 2007 | тс  |                                                     | UCB Comedy Originals                | Ні                   | 1 епізод  | 2 епізоди   |
| 2006 | тф  |                                                     | Fucked                              | Так                  | Так       | Ні          |